# Karol Souza
Karoline Helena de Souza ou simplesmente Karol Souza (Paranaguá, 24 de abril de 1990) é uma jogadora brasileira de handebol que joga como armadora esquerda. Atualmente defende o Nykøbing Falster Håndboldklub.
Integrou a delegação nacional que disputou o Campeonato Mundial de 2013 na Sérvia. Sagrou-se campeã mundial ao derrotar as donas da casa.

## Carreira

### Clubes
Karol iniciou sua carreira atuando nos clubes de sua cidade natal. Passou por PAH Paranaguá e Joinville antes de ir para São Paulo, defender a equipe Estrela de Guarulhos. Na equipe paulista ganhou vários títulos e prêmios juniores. Passou também pelo Caxias do Sul antes de acertar sua ida ao Siófok KC da Hungria. Em 2012 se transferiu para o time que é a base da seleção brasileira, o Hypo Niederösterreich da Áustria. Com o Hypo foi campeã da Copa OHB, da Liga Nacional e da Recopa da Europa. Em abril de 2013 acertou a ida para o Nykøbing Falster Håndboldklub da Dinamarca.

#### Seleção
Foi convocada para a seleção juvenil e participou do Mundialito de 2007 e do Campeonato Mundial de 2008. Em 2010 foi campeã Pan-Americana Júnior na Argentina, eleita a melhor meia esquerda e artilheira da competição, com 39 gols. Com a seleção brasileira adulta, foi campeã do Campeonato Panamericano de 2011, em São Bernardo do Campo. No ano de 2013, foi campeã da Provident Cup na Hungria. No mesmo ano foi convocada para a disputa do Campeonato Mundial de 2013 na Sérvia. Conquistou a medalha de ouro no primeiro título mundial do Brasil.

## Principais conquistas

### Títulos
Hypo Niederösterreich
- Campeã da Liga Nacional: 2013
- Campeã da Copa da Áustria: 2013
- Campeã da Recopa da Europa: 2012/13

Seleção Brasileira
- Campeã do Campeonato Pan-Americano Júnior: 2010
- Campeã do Campeonato Pan-Americano: 2011
- Campeã da Provident Cup: 2013
- Campeã mundial: 2013